# Jacques Krabal

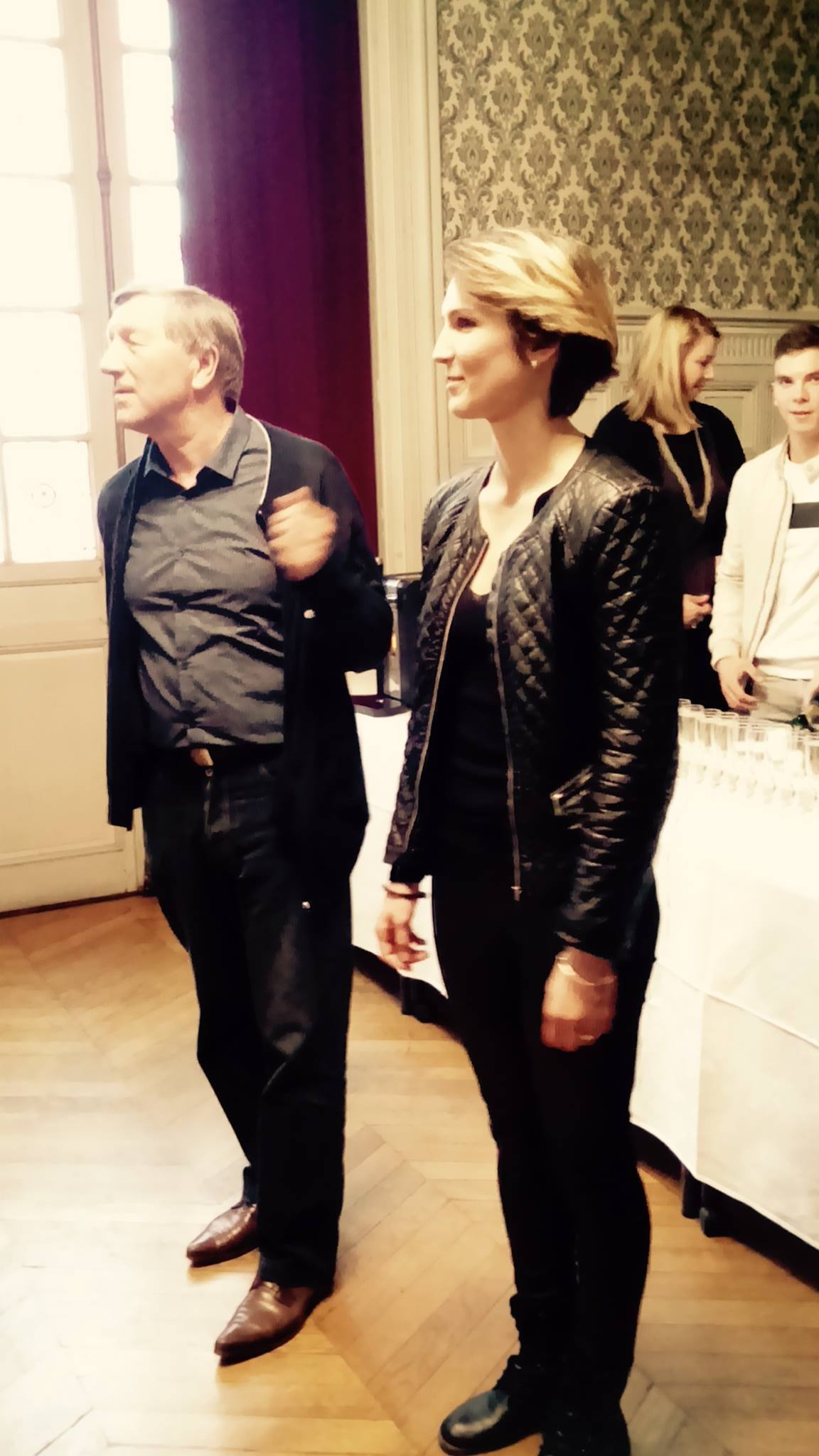
Charlotte Letrillard (rechts), mit Jacques Krabal (2016)

Jacques Krabal (* 10. April 1948 in Épieds, Département Aisne) ist ein französischer Politiker. Er ist seit 2012 Abgeordneter der Nationalversammlung.
Krabal arbeitete als Lehrer, als er 1983 zum Bürgermeister der kleinen Gemeinde Brasles gewählt wurde. 1992 zog er in den Generalrat des Départements Aisne ein. Er gab seinen Bürgermeisterposten in Brasles auf und wurde 2008 zum Bürgermeister der Kleinstadt Château-Thierry gewählt. Bei den Parlamentswahlen 2012 trat Krabal für die Parti radical de gauche im fünften Wahlkreis des Départements Aisne an. In der zweiten Runde wurde er mit 42,2 % der Stimmen zum Abgeordneten gewählt, weil die konservative bisherige Abgeordnete Isabelle Vasseur (36,7 %) und die Kandidatin des FN (21,1 %) mangels einer Einigung scheiterten.